# La Presa, Morelos
La Presa är en ort i Mexiko.   Den ligger i kommunen Zacualpan och delstaten Morelos, i den sydöstra delen av landet, 80 km sydost om huvudstaden Mexico City. La Presa ligger 1 710 meter över havet och antalet invånare är 212.
Terrängen runt La Presa är kuperad åt sydost, men åt nordväst är den platt. Runt La Presa är det ganska tätbefolkat, med 155 invånare per kvadratkilometer. Närmaste större samhälle är Cuautla Morelos, 19,4 km väster om La Presa. Omgivningarna runt La Presa är en mosaik av jordbruksmark och naturlig växtlighet.